# Белгородский государственный институт искусств и культуры
Белгородский государственный институт искусств и культуры — государственное образовательное учреждение высшего профессионального образования, ведущий образовательный комплекс в сфере культуры Белгородской области и всего Центрального Черноземья.
БГИИК включает 5 факультетов, 18 кафедр, аспирантуру, детский музыкально-эстетический центр, культурно-эстетический центр, музыкальный колледж им. С.А. Дегтярева, региональный центр дополнительного профессионального образования, региональный учебно-методический центр по художественному образованию. В институте работают 22 профессора, 116 кандидатов наук и доцентов. С 2011 года ректором БГИИК являлась доктор педагогических наук, профессор Игнатова Ирина Борисовна. В 2017 должность ректора занял Сергей Иванович Курганский.

## История
История Белгородского государственного института искусств и культуры начинается с открывшегося в городе Белгороде 27 мая 1960 года культурно-просветительного училища. На тот момент это было единственное в молодой Белгородской области профессиональное учебное заведение, призванное обеспечить потребности региона в профессиональных кадрах, работающих в сфере культуры и искусств.
Первым директором Белгородского культурно-просветительного училища в 1960 году был назначен Михаил Афанасьевич Ивашечкин, ветеран Великой Отечественной войны, награждённый двумя орденами Красной звезды, орденом Отечественной войны II степени и орденом Октябрьской революции.
Уже начиная с 1961 года, сфера образовательных услуг существенно расширилась, было открыто заочное отделение, художественное отделение, а также факультет общественных профессий, велось обучение иностранных учащихся, в основном из Народной Республики Болгарии.
В 1982 году Министерство культуры РСФСР создает Методическое объединение КПУ ЦЧО, центром которого становится Белгородское культурно-просветительное училище, а председателем — директор М.А. Ивашечкин.
В 1995 году училище было переименовано в государственное образовательное учреждение культуры «Белгородский государственный колледж культуры и искусств».
В 2000 году колледж приобретает новый статус — государственного образовательного учреждения высшего профессионального образования Белгородский государственный институт культуры и искусств.
В 2002 году уже институт культуры возглавил кандидат социологических наук Сергей Иванович Курганский, в настоящее время доктор педагогических наук, профессор, начальник управления культуры Белгородской области.
С 2008 по 2010 год ВУЗ возглавлял кандидат социологических наук, доцент Евгений Викторович Шварёв.
В 2009 году Белгородский государственный музыкальный колледж им. С.А. Дегтярева был присоединен к БГИИК в качестве обособленного структурного подразделения.
В 2010 году Белгородский государственный институт искусств и культуры отметил пятидесятилетний юбилей со дня основания учебного заведения, и десять лет со дня присвоения статуса ВУЗа.
В 2015 году в структуру института в качестве филиала вошел Губкинский музыкальный колледж.

## Институт сегодня
С 2011 года БГИИК возглавляет доктор педагогических наук, профессор, Игнатова Ирина Борисовна, депутат Совета депутатов города Белгорода (четвёртого созыва). Сегодня в институте преподают лучшие музыканты, художники, архитекторы, актёры, среди которых народные артисты России Николай Черныш, Виталий Стариков, Марина Русакова, Виктор Ганженко; заслуженные артисты Вячеслав Семейченко, Никита Глаголин-Гусев, Ирина Драпкина..
У ВУЗа своя аспирантура, научно-исследовательская работа ведется по направлениям: «теория и методика профессионального образования», «библиотековедение, библиографоведение и книговедение».
В БГИИК работает второй в России общественный факультет подготовки организаторов выборов, целью которого является подготовка квалифицированных кадров для работы в избирательных комиссиях Белгородской области.

## Факультеты БГИИК
- Факультет социально-культурной и информационно-библиотечной деятельности
- Факультет режиссуры, актерского искусства и хореографии
- Факультет дизайна и технологий
- Факультет музыкального творчества
- Факультет исполнительского искусства (Музыкальный колледж им. С.А. Дегтярёва)

## Творческие коллективы
Коллективы, имеющие звание «Народный»:
- Ансамбль песни и танца «Везелица»
- Оркестр народных инструментов «Велес»
- Эстрадно-джазовый оркестр «Биляр-бэнд»[5]
- Студенческий театр эстрадных миниатюр «СемьЯ»
- Театр-студия «Новая сцена»

Детские коллективы, имеющие звание «Образцовый»:
- Вокальный ансамбль «Поющие эльфы»
- Хореографический ансамбль «Элегия»
- Ансамбль песни и танца «Везелинка»

В БГИИК также динамично развиваются иные проекты:
- танцевальный проект «креАтив»
- ансамбль барабанщиков «Драммания»
- команда КВН «Культурное поколение»
- театр моды «Акцент»
- ансамбль скрипачей «TUTTI»
- ансамбль барабанщиц и мажореток «Дефиле»
- студия эстрадного вокала «Фортуна»
- хореографический театр свободной пластики «Высота».